# Bataille pour la terre
La bataille pour la terre, lancée en 1928 en Italie par Benito Mussolini, visait à nettoyer les marais et à les rendre propices à l'agriculture, ainsi qu'à récupérer des terres et à réduire les risques sanitaires.

## Objectifs
Le principal objectif de la bataille pour la terre est d'augmenter la quantité de terres pour la production céréalière, pour conforter la Bataille du blé. Cela créerait à son tour des emplois et témoignerait de l'action dynamique du gouvernement. 
Un autre objectif était d'améliorer la santé en réduisant le paludisme, qui était un problème en raison de la faune peuplant les marais.

## Actions
Le gouvernement a étendu les plans du précédent gouvernement consistant à fournir de l'argent pour drainer ou irriguer les terres agricoles. Les propriétaires fonciers privés ont été amenés à coopérer avec les systèmes de drainage et d'autres projets par l'intermédiaire de l'association des propriétaires fonciers, qui a déterminé les contributions. Les marécages source de paludisme ont été asséchés et un réseau de petites fermes a été créé, appartenant à d'anciens militaires, alors que la propagande fasciste soulignait la nécessité de faire revivre les zones rurales et de constituer une paysannerie forte. Le gouvernement a également aboli le travail journalier et à court terme. Des contrats collectifs ont été négociés garantissant un emploi à long terme. Cela a encouragé la relocalisation à la campagne, en particulier dans le sud.

## Conséquences
La santé publique s'est améliorée grâce à la destruction des habitats de la faune porteuse du paludisme. La bataille a créé des milliers d'emplois pendant la dépression et a entraîné la création de nouvelles villes comme Latina et Sabaudia, ainsi que la remise en état de 80 000 hectares de terres entre 1928 et 1938. Cependant, les 80 000 hectares récupérés ne représentent qu'un vingtième de la revendication de propagande, soit un sixième des terres italiennes. Les trois quarts des terres récupérées se trouvaient dans le nord, négligeant le sud. Les propriétaires terriens du sud qui n'étaient pas en mesure d'apporter des contributions suffisantes en termes de financement, de stock ou d'emploi ont été parfois expropriés de leurs terres. En matière de redistribution des terres est un échec et le projet est abandonné en 1940.